# Kjell Westman
Kjell Johan Arvid Westman, född 10 juli 1907, död 19 juli 1991, var en svensk friidrottare tävlande i bland annat stående höjdhopp och häcklöpning. Han tävlade för klubben Örgryte IS och vann SM i stående höjdhopp år 1929. 
Han arbetade även som ingenjör i Göteborg. Kjell Westman är gravsatt i minneslunden på Stampens kyrkogård i Göteborg.